# Millionaire
Millionaire is een Belgische Engelstalige indierockgroep, rond de uit Zonhoven afkomstige Tim Vanhamel met invloeden uit de industrial- en stoner rock.

## Geschiedenis
Millionaire werd in 1999 opgericht door ex-Evil Superstars gitarist Tim Vanhamel. In 2001 namen ze een eerste album op, Outside The Simian Flock. De track Champagne werd een hit. Tijdens een concert als voorprogramma voor de Masters Of Reality in het SMAK werden ze opgemerkt door Josh Homme van de Queens of the Stone Age. Dat zorgde voor optredens in het voorprogramma van onder meer de Queens of the Stone Age, Muse en Foo Fighters. In 2005 werd een tweede album, Paradisiac,  uitgebracht. Dit werd geproduceerd door Josh Homme. 
Begin 2006 toerde Millionaire met het rondtrekkend Taste of Chaos 2006 festival door de Verenigde Staten. In 2007 namen ze twee nummers op voor de verfilming van Herman Brusselmans' boek Ex Drummer, Deep Fishen de Devo-cover Mongoloid. Op 5 december 2008 werd op de officiële website aangekondigd dat er aan een nieuw album werd gewerkt. Op 4 april 2017 werd de single I'm Not Who You Think You Are uitgebracht.
Millionaire won de Music Industry Award 2017 voor beste videoclip met het lied I'm Not Who You Think You Are.

## Bezetting
De oorspronkelijke bezetting bestond uit:
- Tim Vanhamel, zang en gitaar
- Ben Wyers, gitaar
- Dave Schroyen, drums
- Bas Remans, basgitaar
- Aldo Struyf, toetsen

Gitarist Ben Wyers heeft de band nog voor de opnames van de tweede cd verlaten. Sindsdien speelde Aldo Struyf ook tweede gitaar.

## Invloeden op andere muzikanten
De Britse rockgroep Muse heeft meerdere malen Millionaire als een van hun inspiratiebronnen genoemd.

## Discografie

### Albums
| Album met hitnotering(en) in de Vlaamse Ultratop 200 albums | Datum van verschijnen | Datum van binnenkomst | Hoogste positie | Aantal weken | Opmerkingen |
| ----------------------------------------------------------- | --------------------- | --------------------- | --------------- | ------------ | ----------- |
| APPLZ ≠ APPLZ                                               | 2020                  | 14-03-2020            | 8               | 5            |             |
| Sciencing                                                   | 2017                  | 27-05-2017            | 1               | 26           |             |
| Paradisiac                                                  | 2005                  | 02-07-2005            | 9               | 16           |             |
| Outside the Simian Flock                                    | 2001                  | 20-07-2002            | 50              | 1            |             |

### Singles
| titel                               | jaar | album                    |
| ----------------------------------- | ---- | ------------------------ |
| Can't Stop the Noise / Strange Days | 2020 | APPLZ ≠ APPLZ            |
| "Don't"                             | 2019 | -                        |
| "Silent river"                      | 2018 | Sciencing                |
| "Love has eyes"                     | 2017 | Sciencing                |
| "Busy Man"                          | 2017 | Sciencing                |
| "I'm Not Who You Think You Are"     | 2017 | Sciencing                |
| "Ballad of Pure Thought"            | 2006 | Paradisiac               |
| "Rise and Fall"                     | 2005 | Paradisiac               |
| "I'm On A High"                     | 2005 | Paradisiac               |
| "For a Maid"                        | 2005 | Paradisiac               |
| "Champagne"                         | 2003 | Outside the Simian Flock |
| "Come With You"                     | 2002 | Outside the Simian Flock |
| "Body Experience Revue"             | 2001 | Outside the Simian Flock |